# Буковая гора (охраняемая зона)
Буковая гора (пол. Obszar ochrony ścisłej Bukowa Góra) — охраняемая лесная зона в Розточаньском национальном парке, юго-восточная Польша. Расположена в Люблинском воеводстве, Замойском повете, на территории гмины Звежинец.
Площадь охраняемой территории составляет 135,32 га (1,35 км2). Здесь находится холм Буковая гора высотой 310 метров.
До основания Розточаньского национального парка здесь находился Буково-Гурский заповедник. Основанный в 1934 году, он стал первой природоохранной зоной в регионе.
Территория зоны покрыта девственным лесом, видовой состав и структура которого несколько изменились в результате деятельности человека. Под охраной находятся ценные лесные насаждения, состоящие из верховых еловых лесов и карпатских буковых лесов.
По территории проходит образовательная туристическая тропа, идущая от города Звежинца до деревни Сохы.  